# Filandia
Filandia é um município da Colômbia, localizado no departamento de Quindío. 

O território que hoje constitui Filandia foi habitado antes de sua fundação por uma parte da tribo indígena dos Quimbayas. As terras de Filandia pertenciam ao que os conquistadores espanhóis inicialmente chamaram, em 1540, na província de Quimbaya.